# サージャント・ベイ (護衛空母)
サージャント・ベイ (USS Sargent Bay, CVE-83) は、アメリカ海軍の護衛空母。カサブランカ級航空母艦の29番艦。艦名はアラスカ州南東部レヴィジャヒヘド島のサージャント湾 (北緯55度33分43秒 西経130度58分19秒 / 北緯55.56197度 西経130.9719度) に由来する。

## 艦歴
「サージャント・ベイ」は当初AVG-83（航空機搭載護衛艦）と分類されたが、1942年8月20日にACV-83（補助空母）に艦種変更され、11月11日にレンドリースによってイギリスへの貸与が決定する。1943年6月21日にアメリカ海軍への配属に変更され、7月15日にCVE-83（護衛空母）へ艦種変更される。1943年11月8日に海事委任契約の下ワシントン州バンクーバーのカイザー造船所で起工する。1944年1月31日にイーディス・W・デバウン夫人によって進水し、1944年3月9日にW. T. ラジウアー艦長の指揮下で就役した。
慣熟訓練を終えた「サージャント・ベイ」は、中部太平洋方面の味方航空基地への航空機輸送任務に従事した後、8月17日に真珠湾で第3艦隊（ウィリアム・ハルゼー大将）に加わった。翌日、エニウェトク環礁を経てマヌス島に向かい、11月6日にはフィリピン沖で第38任務部隊（ジョン・S・マケイン・シニア中将）に対して洋上補給を行った。第3艦隊における「サージャント・ベイ」などの護衛空母はマヌス島およびウルシー環礁から出動して後方支援と哨戒に徹し、大型空母が長期間の洋上作戦を実施できる支えとなった。その甲斐あって、第3艦隊はカロリン諸島、パラオ、フィリピン、台湾および南シナ海で日本軍のあらゆる妨害を受けつつも多大な戦果を挙げる事が出来、フィリピン奪還を成し遂げる事ができた。「サージェント・ベイ」も1945年1月27日までの間、ウルシーを拠点として活動し、第38任務部隊が2週から4週にわたる活動を支援した。なお、第38任務部隊が1944年12月17日にコブラ台風に遭遇した際、「サージャント・ベイ」は第38任務部隊には随伴していない。
1945年2月、「サージャント・ベイ」は硫黄島の戦いの支援で出撃し、2月16日には硫黄島近海に到着。「サージャント・ベイ」の航空機は3月11日に硫黄島近海を離れるまで、対地攻撃支援、空中哨戒および対潜哨戒に出動した。3月16日、ラジウアー艦長はリチャード・マクシー・オルヴァー艦長と交代。「サージャント・ベイ」は引き続いて沖縄戦に参加し、3月25日から6月20日までの間、硫黄島と同様に対地攻撃支援、空中哨戒および対潜哨戒に任じた。その間、4月7日から18日は補給部隊の護衛を行い、5月15日から6月2日にかけてはグアムアプラ港で修理を行った。6月23日にレイテ湾に帰投後、約1ヵ月の待機を経てオーバーホールのためアメリカ本国へと向かい、8月9日にサンペドロに到着した。
オーバーホールが完了すると、「サージャント・ベイ」はマジック・カーペット作戦に参加。10月にハワイから復員兵を二度輸送し、11月から12月にかけてはエニウェトク環礁と沖縄から2度の輸送を行った。任務終了後、1946年3月23日に不活性化のためマサチューセッツ州ボストンに到着し、7月23日に予備役となる。その後、1955年6月12日にCVU-83（雑役空母）に艦種変更された。1958年6月27日に除籍され、1959年7月30日にニューヨークのJ・C・バークウィット社に売却、1959年9月にベルギーのアントウェルペンで解体された。
「サージャント・ベイ」は第二次世界大戦の戦功で6つの従軍星章を受章した。